# Jared Jordan
 (novembre 2019).
Si vous disposez d'ouvrages ou d'articles de référence ou si vous connaissez des sites web de qualité traitant du thème abordé ici, merci de compléter l'article en donnant les références utiles à sa vérifiabilité et en les liant à la section « Notes et références ».
Pour les articles homonymes, voir Jordan.
Jared Ahren de son vrai nom Jared Ahern Jordan né le 14 octobre 1984 à Hatford au Connecticut, est un joueur américain de basket-ball.